# Courcy (Calvados)
Courcy település Franciaországban, Calvados megyében. Lakosainak száma 137 fő (2022. január 1.). Courcy Jort, Louvagny, Vendeuvre és Saint-Pierre-en-Auge községekkel határos.

## Népesség
A település népességének változása:
| Lakosok száma | 191  | 154  | 152  | 150  | 141  | 144  | 134  | 128  | 127  | 137  |
|               | 1968 | 1982 | 1990 | 2006 | 2013 | 2015 | 2017 | 2019 | 2020 | 2022 |